# Gerard (hrabia Bergu)
Gerard (zm. 18 maja 1360 r. pod Schleiden) – hrabia Ravensbergu od 1346 r., hrabia Bergu od 1348 r.

## Życiorys
Gerard był najstarszym synem hrabiego, a następnie księcia Jülich Wilhelma I i Joanny, córki hrabiego Hainaut i Holandii Wilhelma I Dobrego. Poślubił Małgorzatę, córkę Ottona, hrabiego Ravensbergu. Otton zmarł w 1328, a jego młodszy brat Bernard w 1346. Dzięki faktowi, iż żaden z nich nie pozostawił męskich potomków, Gerard – jako mąż jedynej żyjącej córki Ottona (Bernard nie miał żadnych dzieci) – został w 1346 hrabią Ravensbergu. Z kolei w 1348 objął hrabstwo Bergu – po bezpotomnej śmierci hrabiego Adolfa VI, którego jedyną bliską krewną była także żona Gerarda Małgorzata (poprzez swą matkę Małgorzatę, siostrę Adolfa).
To dziedzictwo stanowiło ważny krok na drodze do zgromadzenia księstw nadreńskich w jednym ręku. Gerard nie zdołał jednak sam połączyć Bergu z Jülich, zmarł bowiem przed śmiercią swego ojca, dokonał tego jednak jego wnuk Adolf. Gerard powiększył swoje posiadłości o Hardenberg, Kaiserswerth i Solingen podczas walk, jakie wraz z ojcem toczył u boku królów niemieckich Ludwika Bawarskiego i Karola Luksemburskiego przeciwko sprzyjającym Francji arcybiskupom Kolonii.
Z małżeństwa z Małgorzatą Gerard miał troje dzieci:
- Elżbietę (zm. po 1388), żonę hrabiego Waldeck Henryka VI,
- Wilhelma (zm. 1408), następcę ojca jako hrabia Bergu i Revensbergu, w 1380 podniesionego do rangi księcia Bergu,
- Małgorzatę (zm. 1425/1429), żonę hrabiego Kleve i Mark Adolfa I (III).

Zmarł w 1360 od ran odniesionych w pojedynku z hrabią Blankenheimu Arnoldem (zginął również jego przeciwnik). Został pochowany w kościele opactwa Altenberg.